# Friedrich Ernst von Hennig-Henninski
Friedrich Ernst von Hennig-Henninski (ur. 6 maja 1750 w Wieliczce, zm. 13 kwietnia 1810 w Gdańsku) – prawnik, urzędnik i dyplomata. 
Był synem dyrektora kopalni soli w Wieliczce. Ukończył szkoły w Budziszynie i Fryburgu Bryzgowijskim, studiował prawo na Uniwersytecie w Lipsku.
Od około 1773 przebywał w Gdańsku, w 1776 zostając sekretarzem komisarza królewskiego tamże. W 1783 mianowany komisarzem.
Prowadził negocjacje w czasie blokady gospodarczej Gdańska przez Prusy. Sfinalizował podpisanie w 1785 konwencji gdańsko-pruskiej. W 1786 uzyskał od cesarza Józefa II Habsburga tytuł szlachecki; w 1790 Sejm Polski nadał mu także polski indygenat. W 1790 przekazał Radzie Starego Miasta popiersie Jana Heweliusza, obecnie w zbiorach Muzeum Narodowego. W 1793 wysłał do władców państw europejskich protest przeciwko działaniom władz pruskich zmierzających do zajęcia Gdańska.
Mianowany konsulem Polski w Gdańsku po zajęciu jego przez Prusy (1793–1794). W 1794 zmuszony do opuszczenia Gdańska; czasowo zatrzymując się w Kopenhadze. W 1796 powrócił do Gdańska, zajmując się handlem; od 1798 był udziałowcem spółki powołanej do budowy nowego miejskiego teatru przez Jakoba Kabruna; w 1806 podpisał umowę na dzierżawę wsi Sulmin i Otomin. Był członkiem Towarzystwa Przyrodniczego. 

## Prace własne
- raport o sytuacji w Gdańsku po I rozbiorze Polski (Tableau de la ville de Dantzig en 1782), 1782
- raport na temat handlu Gdańska (Tableau raisonné sur le commerce de Dantzig), 1785